# Rue de la Pomme
La rue de la Pomme (en occitan : carrièra de la Poma d'Aur) est une voie de Toulouse, chef-lieu de la région Occitanie, dans le Midi de la France.

## Situation et accès

### Description
La rue de la Pomme est une voie publique. Elle traverse les quartiers Saint-Georges et Capitole, tous deux dans le secteur 1 - Centre. Elle appartient au site patrimonial remarquable de Toulouse.
La rue de la Pomme est, entre la place Saint-Georges et la rue Saint-Pantaléon, une voie semi-piétonne, tandis qu'elle est définie comme une zone de rencontre entre la rue Saint-Pantaléon et place du Capitole. La partie centrale de la rue est occupée par une chaussée qui compte une voie de circulation automobile à sens unique, depuis la rue du Poids-de-l'Huile vers la place Saint-Georges. La vitesse y est limitée à 20 km/h. Il n'existe pas de piste, ni de bande cyclable, quoiqu'elle soit à double-sens cyclable.

### Voies rencontrées
La rue de la Pomme rencontre les voies suivantes, dans l'ordre des numéros croissants (« g » indique que la rue se situe à gauche, « d » à droite) :
1. Place Saint-Georges
2. Rue des Arts (g)
3. Rue du Fourbastard (g)
4. Rue d'Alsace-Lorraine
5. Rue de la Barutte (g)
6. Rue Saint-Pantaléon (g)
7. Rue du Poids-de-l'Huile (d)
8. Place du Capitole

### Transports
La rue de la Pomme n'est pas directement desservie par les transports en commun de la ville. Elle se trouve cependant à proximité de la station Capitole de la ligne  du métro. Elle est également à proximité des arrêts de la navette Ville.
Plusieurs stations de vélos en libre-service VélôToulouse se trouvent dans la rue de la Pomme ou dans les rues voisines : les stations no 1 (12 rue du Poids-de-l'Huile) et no 3 (62 rue de la Pomme).

## Odonymie
Au Moyen Âge, l'actuelle rue de la Pomme était habituellement divisée en trois parties. La première, de la rue Cantegril à la rue du Fourbastard, avait le nom, au XIVe siècle, de rue du Puits-des-Deux-Carres, c'est-à-dire « des deux rues » (carrièra en occitan), car un puits de ce nom se trouvait au croisement des actuelles rues de la Pomme et du Fourbastard. Au XVIe siècle, cette rue prit le nom de rue des Estagnères-Vieils, car on y trouvait de nombreux artisans étameurs (estanhièro en occitan), fondeurs d’étain. Pour la deuxième partie de la rue, de la rue du Fourbastard à la rue Saint-Pantaléon, on rencontrait du milieu du XIVe au XVe siècle, le nom de rue du Puits-de-la-Cadène ou de-la-Chaine. La dernière partie de la rue, de la rue Saint-Pantaléon à la place du Capitole, portait à la fin du XIIIe siècle le nom de rue des Fréniers ou des Frénétiers, qui lui venait des fréniers (frenier en occitan), artisans qui fabriquaient les freins. L'ensemble de la rue portait également au XVe siècle le nom de rue des Imaginaires, fabricants et « tailleurs d'images » (imaginaire, « imagier, fabricant d'images » en occitan), car on appelait ainsi les peintres, les enlumineurs de manuscrits et les sculpteurs qui travaillaient dans cette rue,.
Elle prit finalement le nom de la rue de la Pomme au début du XVIIe siècle, d'un Logis de la Pomme, une auberge qui y avait son enseigne (emplacement de l'actuel no 40). En 1794, pendant la Révolution française, les noms des rues furent modifiés par décision de la municipalité et la rue fut baptisée rue Ça-va – en référence au célèbre chant révolutionnaire qui annonçait en 1789 : Ça ira –, mais ce nom ne subsista pas.

## Histoire

### Moyen Âge
Au Moyen Âge, la rue appartient principalement au capitoulat de Saint-Étienne, et pour une petite partie, sur le côté ouest, entre la rue du Fourbastard et la rue des Estagnères-Vieils (actuelle rue des Arts), au capitoulat de la Pierre. Elle s'organise autour d'un puits public, au carrefour de la rue de la Barutte, le puits de la Cadène (cadena en occitan),.
La rue se trouve au cœur du quartier des artisans et des marchands de la ville et permet de relier le quartier de la Maison commune (actuel Capitole) à la place Saint-Georges, l'une des principales places marchandes, et de là à la porte Saint-Étienne et au quartier de la cathédrale. Elle est peuplée de nombreux artisans et, au XIIIe siècle au moins, d'imagiers (imaginaires en occitan médiéval), c'est-à-dire des « fabricants » d'images, sculpteurs, peintres et enlumineurs de manuscrits. On connaît ainsi, à la fin du XVe siècle, les peintres Jean de Pompignac (emplacement de l'actuel no 72) et Bertrand Portat (emplacement de l'actuel no 72). On trouve d'autres artisans, particulièrement des étameurs (estanhièros en occitan), fondeurs et potiers d'étain dans le haut de la rue, et des fréniers (frenièrs en occitan), fabricants de freins, dans le bas de la rue, après la rue Pantonières (actuelle rue Saint-Pantaléon). L'activité de la rue explique la présence, au milieu du XVe siècle, d'une hôtellerie, le logis des Balances, qui se déplace à la fin du siècle dans la rue des Argentiers (actuelle rue Léon-Gambetta).
La rue abrite également, à partir du milieu du XIVe siècle, plusieurs institutions religieuses. En 1350 est fondé, par les libéralités testamentaires de Jean-Raymond de Comminges qui avait été archevêque de Toulouse, le couvent des Onze-Mille-Vierges (emplacement des actuels no 61 rue de la Pomme et no 3 et 5 rue Saint-Pantaléon), en faveur des chanoinesses de la cathédrale Saint-Étienne, qui suivent la règle de saint Augustin. Jean-Raymond de Comminges avait exprimé le désir que le nouveau couvent soit construit le plus près possible de la cathédrale, mais on ne trouve d'autre terrain assez vaste que celui qui s'étend entre la rue des Imaginaires et la rue des Pélégantières-Étroites (actuelle rue Baour-Lormian). La première pierre du couvent est posée en 1350, mais les religieuses ne s'installent que le 16 octobre 1356 : elles sont alors deux cents religieuses, vouées à la prière de jour et de nuit, et à l'éducation des jeunes filles. Rapidement, les chanoinesses prennent le nom de Saint-Pantaléon, car leur chapelle (emplacement de l'actuel no 61) lui est dédiée, depuis que des reliques de ce saint lui avaient été léguées par Jean-Raymond de Comminges. Peu de temps après, en 1359, le pape Innocent VI, qui avait dans sa jeunesse étudié le droit à l'université de Toulouse, fonde le collège Saint-Martial (emplacement des actuels no 1 à 3 place du Capitole). Le collège, au sud du quartier universitaire est ouvert à 20 étudiants.
La rue est touchée plusieurs fois par les incendies, particulièrement celui de 1463, qui détruit une grande partie des bâtiments de la rue. Pourtant, malgré les édits capitulaires, qui interdisent les constructions en bois, celles-ci se poursuivent à la fin du XVe siècle et au siècle suivant (actuels no 13, 47 et 49 ; 18 et 20).

### Période moderne
À l'époque moderne, la population des artisans reste fortement présente. Les imagiers sont encore nombreux : on rencontre au XVIIIe siècle le peintre Jean Michel, puis son gendre, le sculpteur Jean Mailhol (actuel no 38) ou encore le sculpteur Jean-Baptiste Rascouaille, dit Castelnau (emplacement de l'actuel no 19). D'autres professions sont également présentes, comme le maître chirurgien Ramond Godolin, père du poète Pèire Godolin (emplacement de l'actuel no 2). Au milieu du XVIIIe siècle, c'est dans un immeuble près de la place Saint-Georges que naît Dominique Dupuy, fils du boulanger Jean Dupuy (actuel no 49). La rue abrite également des auberges, particulièrement l'Hostellerie de Saint-Michel au milieu du XVIe siècle (emplacement des actuels no 28-30) et le Logis de la Pomme – l'ostalaria de la Poma en occitan – au siècle suivant (emplacement de l'actuel no 40),.
Les membres de l'élite toulousaine, particulièrement de riches marchands, se font également plus nombreux dans la rue des Imaginaires. Certains d'entre eux se font bâtir de belles demeures, tel Jean de Bernuy, un des plus importants marchands pasteliers, qui fait construire un hôtel qu'il cède ensuite à son fils, Guillaume de Bernuy (actuel no 5). On trouve également, au milieu du siècle, Marin Gascon, capitoul en 1555-1556 et 1556-1557, auteur du faux testament de « Dame Clémence » (emplacement de l'actuel no 29). La présence de ces riches marchands se renforce au siècle suivant, où on ne compte pas moins de huit capitouls : Pierre de Barail, seigneur de Mervilla et capitoul en 1633-1634 (emplacement de l'actuel no 70) ; M. de la Coupette, capitoul en 1655-1656 (emplacement des actuels no 7-9) ; Jean-Bernard Albert, capitoul en 1663, 1668, 1674, 1677 et 1704 (anciens no 54-56) ; François Chambert, capitoul en 1666-1667 (ancien no 39) ; Pierre Blandinière, seigneur de Portic et capitoul en 1669-1670, chef du Consistoire en 1693 (emplacement de l'actuel no 24) ; Bernard Dejean, capitoul en 1673-1674, chef du Consistoire en 1681-1682 (emplacement de l'actuel no 30) ; Dominique Baladié, capitoul en 1682-1683 et 1689-1690 (actuel no 38) ; Jean d'Azémar, capitoul en 1687-1688 (actuel no 57).
Au XVIIIe siècle, la rue change de visage et de nouveaux immeubles sont édifiés dans le goût classique et les belles façades s'ornent de balcons en fer forgé (actuels no 21 à 25, 53 et 59 ; 34 et 54). Dans l'une de ces demeures est installée la famille Picot de Lapeyrouse, dont Philippe, capitoul en 1738, puis son fils, Philippe, maire de Toulouse de 1800 à 1806 (ancien no 60). Plus loin, c'est dans la maison du notaire Jean-Pierre Amilhau, co-seigneur de Mérinville, que naît en 1793 Pierre Amilhau (actuel no 66).

### Époque contemporaine

#### Révolution française
Pendant la Révolution française, en 1791, les communautés religieuses sont supprimées : les chanoinesses de Saint-Pantaléon, qui n'étaient d'ailleurs plus que 49, sont dispersées. L'église Saint-Pantaléon est d'abord transformée en salle de bal, puis vendue peu après ainsi que le couvent, comme bien national, pour 80 000 livres aux frères Laromiguières.

#### AuXIXesiècle
Au XIXe siècle, la municipalité toulousaine entreprend d'importants travaux afin d'assainir la ville. Il s'agit dans un premier temps d'élargir les voies de la ville. Les projets prévoient de reculer les façades afin de porter la largeur de la rue à 8 mètres et plusieurs immeubles sont reconstruits dans le style néo-classique de la première moitié du siècle (actuels no 5, 17 à 19 et 61 à 73 ; no 4 à 8, 12 bis, 24-26 et 70 à 72). Les travaux portent également en 1852 sur le creusement d'un nouvel égout, qui va de la place des Puits-Clos à la place Saint-Pierre, où il se déverse dans la Garonne, en passant par la rue Saint-Pantaléon, la rue de la Pomme, la place du Capitole et la rue Pargaminières.
Le quartier de la rue de la Pomme est animé par les nombreuses boutiques, telle les échoppes qu'occupe le bottier et poète Louis Vestrepain (actuels no 61 de 1840 à 1855, puis no 30 de 1855 à 1862), l'horlogerie-bijouterie de la famille Ancely, qui possède un vaste domaine à l'ouest de Toulouse, mais aussi des imprimeurs-libraires tels Dagalier, qui fait paraître un Indicateur toulousain à partir de 1833, puis un Guide des étrangers dans Toulouse (actuel no 71), ou Dupin qui publie un Annuaire administratif et commercial (actuel no 14), ou encore des boutiques de modes et de nouveautés, comme À la Malle anglaise (actuel no 24-26), le Bon Marché toulousain de Paul Dupuy (ancien no 54), le Bazar américain (actuel no 53) et le Dahlia bleu (actuel no 59), le tailleur anglais The Red House (actuel no 40), le bottier Palace Chaussures (actuel no 36) et le chapelier Lizon (actuel no 42). On trouve enfin, particulièrement du côté de la place du Capitole, grands cafés-restaurants et hôtels, comme le café Anglais (actuel no 61), l'hôtel Portes (ancien no 54) et l'hôtel de Londres (ancien no 60).
Entre 1869 et 1873, dans le cadre de travaux proposés par l'ingénieur Urbain Maguès, la rue de la Pomme est bouleversée par le percement de la nouvelle rue Longitudinale, baptisée rue d'Alsace-Lorraine. Plusieurs immeubles sont démolis pour permettre la création de la nouvelle rue (anciens no 44-52 et 29-39). Des immeubles dans le style haussmannien, caractéristiques avec leur architecture de brique claire, leurs balcons en fonte et leur important décor de sculptures, sont élevés, particulièrement dans la deuxième partie de la rue, entre la rue d'Alsace-Lorraine et la rue du Poids-de-l'Huile (actuels no 7, 9, 27, 29 et 39 ; 40, 64). On fait appel, pour certains d'entre eux, aux architectes toulousains les plus réputés, tel Achille Ambialet (actuel no 7) et Henri Bach (actuel no 5). La proximité de la rue d'Alsace-Lorraine transforme le commerce de la rue et attire les grands magasins.

#### AuxXXeetXXIesiècles
Au cours du XXe siècle, la lutte contre l'habitat insalubre amène la démolition de plusieurs vieilles maisons en corondage, tandis que des immeubles sont élevés par les bureaux d'architectes toulousains, comme l'actuel no 55 dans les années 1930, les actuels no 41-45 et l'actuel no 42 en 1959. C'est en 1934 qu'un grand magasin Monoprix est ouvert dans la rue de la Pomme (anciens no 54-56). On compte également de nombreuses boutiques, principalement liées à la confection et à l'habillement, tels Sylva (actuel no 15), Aux Doigts de Fée (actuel no 34), Dorys Mode (actuel no 61), Jane Modes (actuel no 63), ou encore le cordonnier Au vrai Ressemelage américain (ancien no 60). En 1933, Marie-Louise Dissard, qui avait été inspectrice de couture pour toutes les écoles municipales, ouvre une boutique de « frivolités féminines », À la Poupée moderne (actuel no 40). En 1942, après avoir déjà travaillé pour le réseau Berteaux en 1941, elle installe à son domicile de la rue Paul-Mériel (ancien no 12, actuel no 4) le PC du réseau Pat O'Leary, où elle se consacre, sous le pseudonyme de « Françoise », à l'évasion de combattants alliés. Après le démantèlement du réseau par la Gestapo en 1943, elle met en place le réseau Françoise, qui poursuit son action jusqu'à la Libération, en août 1944.
Dans la deuxième moitié du XXe siècle, la rue de la Pomme reste l'une des principales rues commerçantes du centre-ville. L'historien Pierre Salies relève ainsi, dans les années 1950, la présence de nombreuses boutiques de la confection et de prêt-à-porter comme Alba de Paris (actuel no 39), José et Jacqueline (actuel no 61) et Marie-Thérèse (ancien no 62), la dentellerie À la Ville de Bruges (actuel no 43), la chemiserie À la Percale d'Alsace (actuel no 49), les nouveautés Lutèce (ancien no 58), les tissus Cantly (actuel no 71), la bonneterie Chez Rysor (actuel no 63), la ganterie Modern House (actuel no 73). L'opération la plus spectaculaire reste celle de l'enseigne Monoprix, qui démolit cinq immeubles pour construire entre 1963 et 1967 un nouveau grand magasin à l'angle de la rue d'Alsace-Lorraine, dessiné par deux architectes représentatifs du mouvement moderne à Toulouse, Noël Le Maresquier et Paul de Noyers (actuel no 62).
La rue de la Pomme reste encombrée par le trafic des automobiles et des piétons. En 1977, alors que la rue Saint-Rome et la rue des Changes sont devenues les premières rues piétonnes de la ville, une pétition circule pour obtenir l'élargissement des trottoirs de la rue de la Pomme. Les premiers travaux de semi-piétonnisation sont finalement engagés, entre la place Saint-Georges et la rue d'Alsace-Lorraine, dans les années 1990. En 2013, la deuxième partie de la rue, entre la rue d'Alsace-Lorraine et la rue du Poids-de-l'Huile, est piétonisée à son tour, dans le cadre de l'aménagement du secteur de la place du Capitole par l'architecte Joan Busquets. C'est aujourd'hui une des rues les plus chères de la ville, où les loyers commerciaux atteignaient 900 à 1500 euros/m² en 2011. Cette transformation est d'ailleurs marquée, en 2018, par la fermeture du Shanghai, une des premières boîtes de nuit gay, à la suite d'une importante opération immobilière,.

## Patrimoine et lieux d'intérêt

### Hôtels particuliers
- no  5 : hôtel de Guillaume de Bernuy (ou Buet).  Inscrit MH (1925)[49]. 
Un hôtel particulier de style Renaissance est édifié entre 1540 et 1544 par l'architecte Nicolas Bachelier pour le fils du marchand Jean de Bernuy, Guillaume. Il construit un nouveau corps de logis entre cour et jardin. La travée de l'escalier est ornée d'un portail richement sculpté. L'hôtel passe ensuite à la famille Buet, à la suite du mariage de Simon Buet, conseiller au Parlement, avec Marguerite de Bernuy, la fille de Guillaume. D'importantes réparations sont menées à la suite des dégradations causées par les combats lors des troubles religieux de 1562. 
Entre 1865 et 1868, l'architecte Henri Bach est chargé d'élever une nouvelle façade sur la rue de la Pomme, de style néo-classique, respectant le nouvel alignement. Elle se développe sur dix travées et s'élève sur trois étages. La 5e travée, percée d'un grand portail en plein cintre, est mise en valeur par un ressaut. Au 1er étage, les fenêtres possèdent des garde-corps en fer forgé. Au 2e et au 3e étage, elles possèdent des balconnets soutenus de consoles en briques et dotés de garde-corps[50].

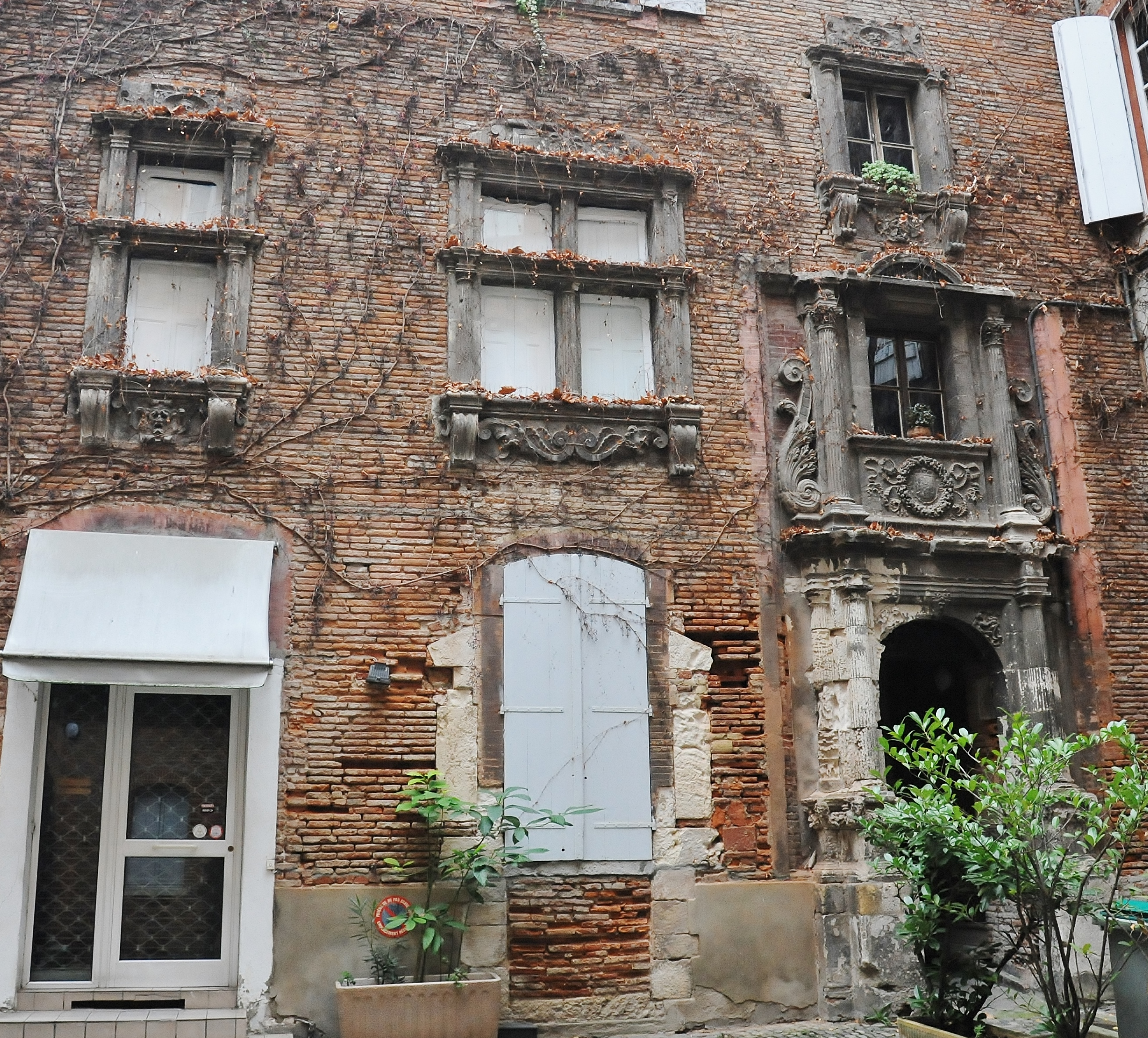
La façade ouest de la cour intérieure.
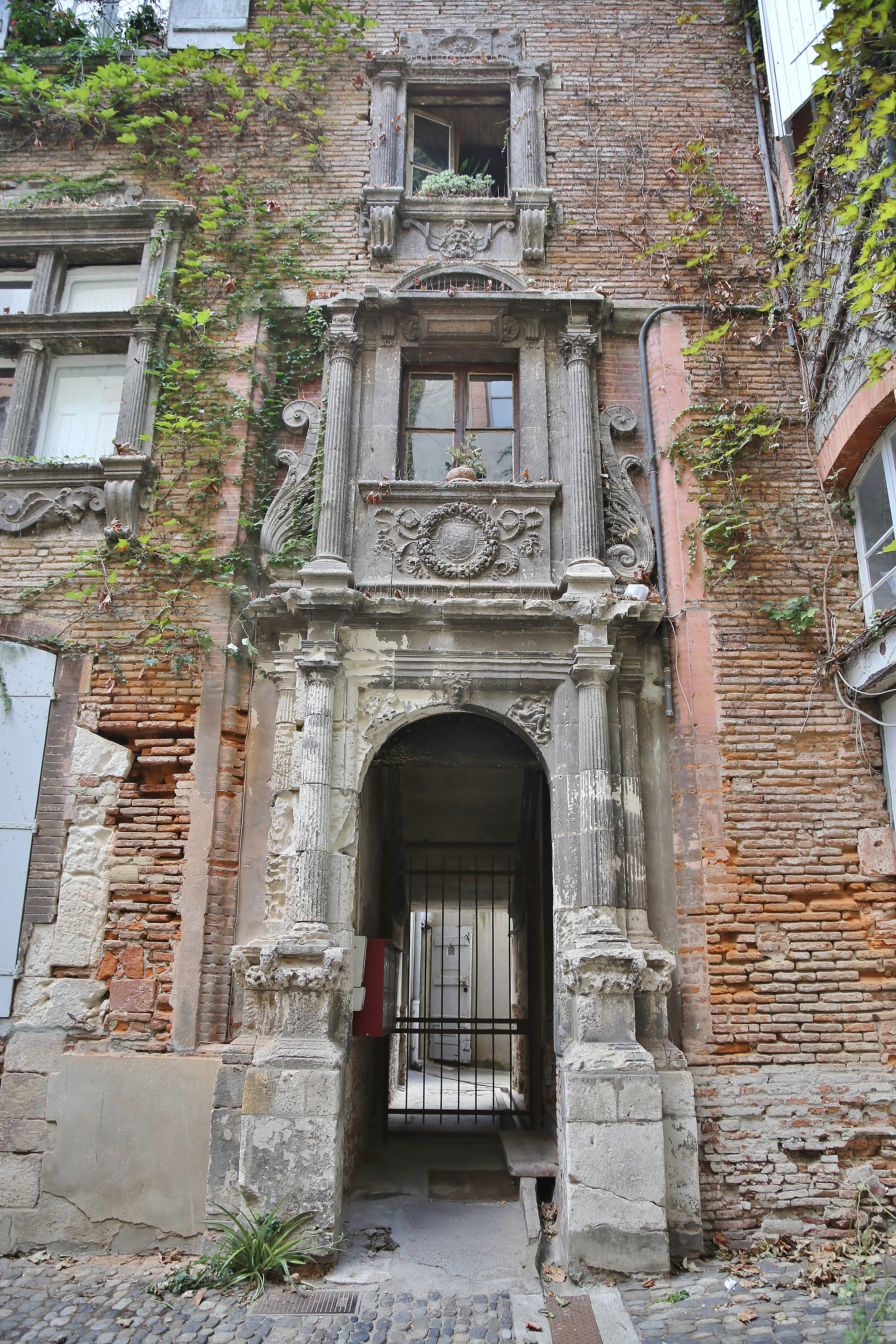
L'escalier de la cour intérieure.
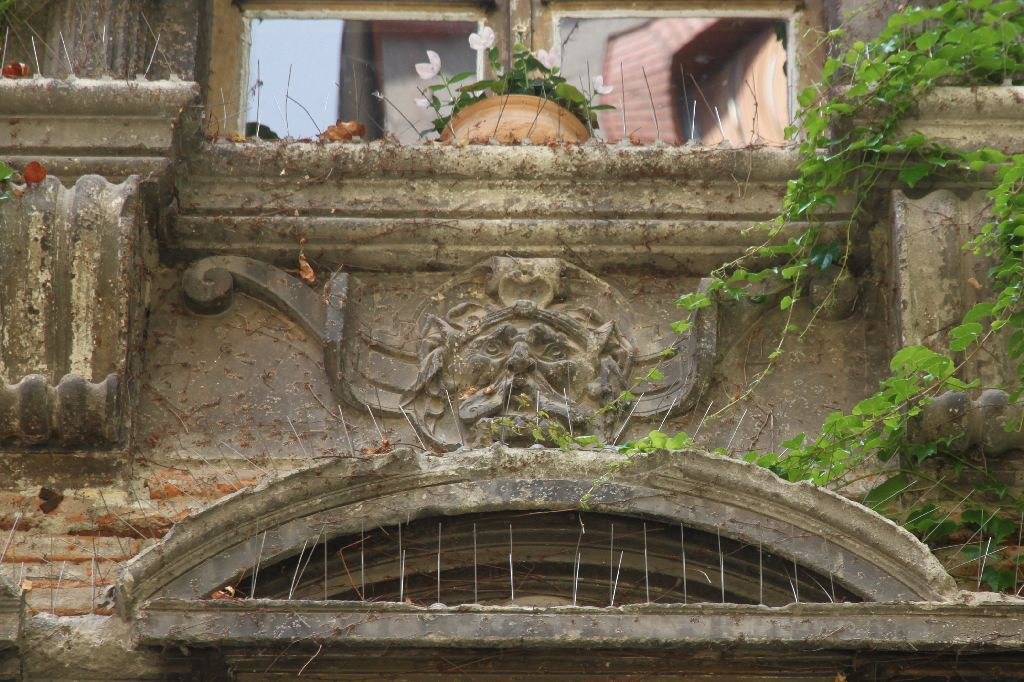
Détail du décor de l'escalier.
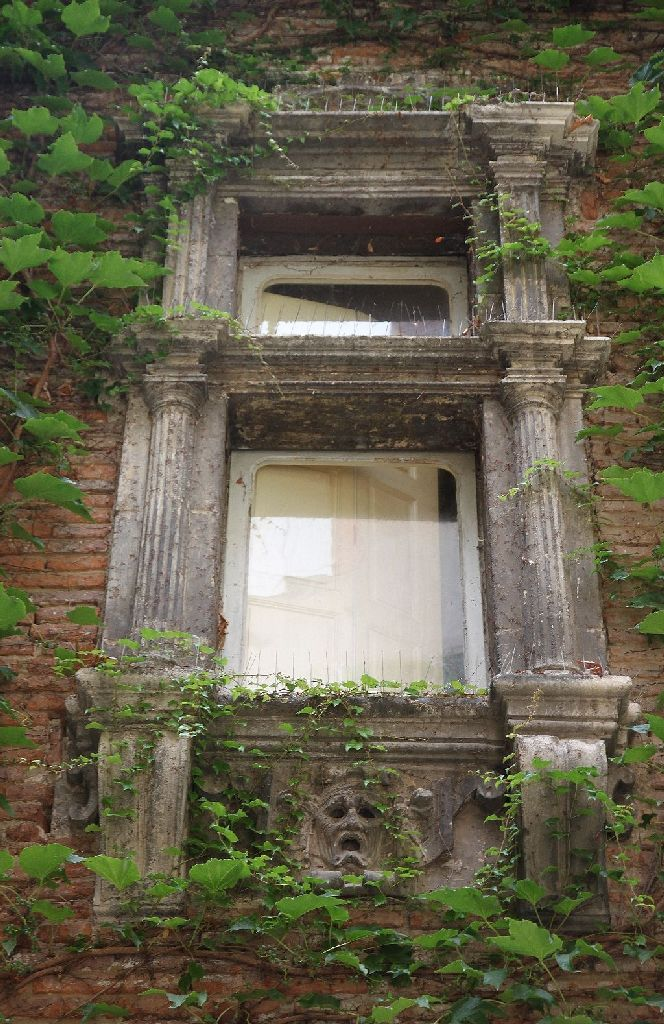
Une fenêtre à meneaux.

- no  28 : hôtel Saint-Géniès. 
Un hôtel particulier est construit vers 1680 pour Guillaume de Saint-Geniès, procureur du roi à la viguerie, capitoul en 1680-1681 et en 1704-1705. Les élévations sur cour, de style classique, témoignent de cette période de construction. La cage d'escalier a une cloison en pan de bois qui repose sur deux colonnes avec chapiteaux en pierre, tandis que l'escalier a un garde-corps en fer forgé. La façade sur la rue de la Pomme, de style néo-classique, est élevée plus tardivement au XVIIIe siècle, peut-être pour le procureur Pescayre, qui possède l'hôtel en 1775. Au rez-de-chaussée, le portail est encadré de deux grandes arcades de boutiques et est orné d'une agrafe qui porte un blason martelé. Les étages sont décroissants et séparés par des cordons. Au 1er étage, les fenêtres ont des garde-corps en fer forgé. L'étage de comble est ouvert par trois oculi ovales[51].

### Immeubles

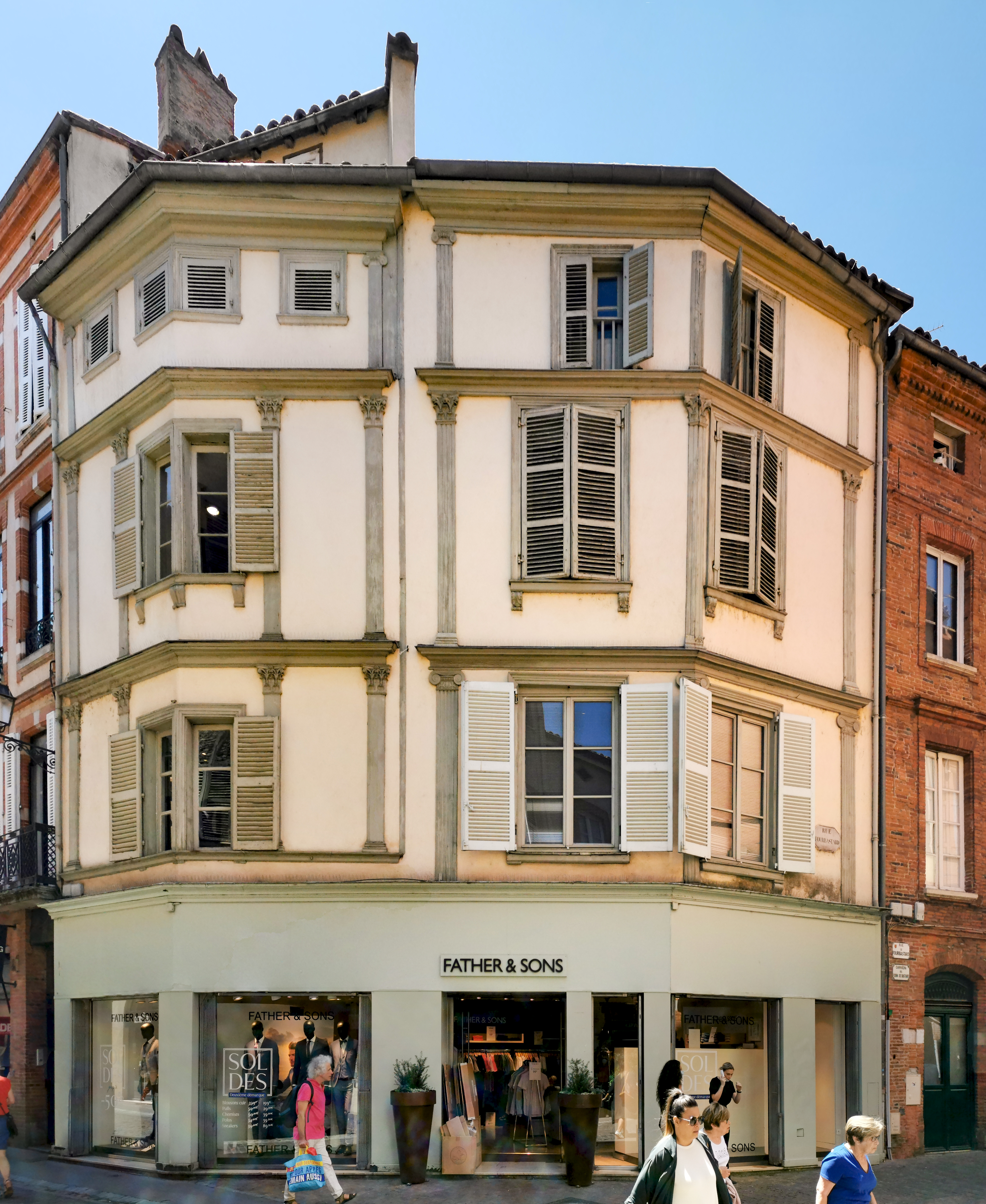
no 13-15 : façades des immeubles.

- no  13-15 : immeubles. 
Les deux immeubles sont construits en corondage, peut-être au XVIe siècle ou au siècle suivant, au carrefour de la rue du Fourbastard. Ils ont reçu un décor classique similaire. Le pan de bois est masqué par l'enduit. Aux étages, les étages sont séparés par de larges corniches moulurées et percées de fenêtres rectangulaires aux chambranles moulurés en bois. Des pilastres en bois, à chapiteaux corinthiens et ioniques, rythment la façade[52],[53].

- no  14 : immeuble. 

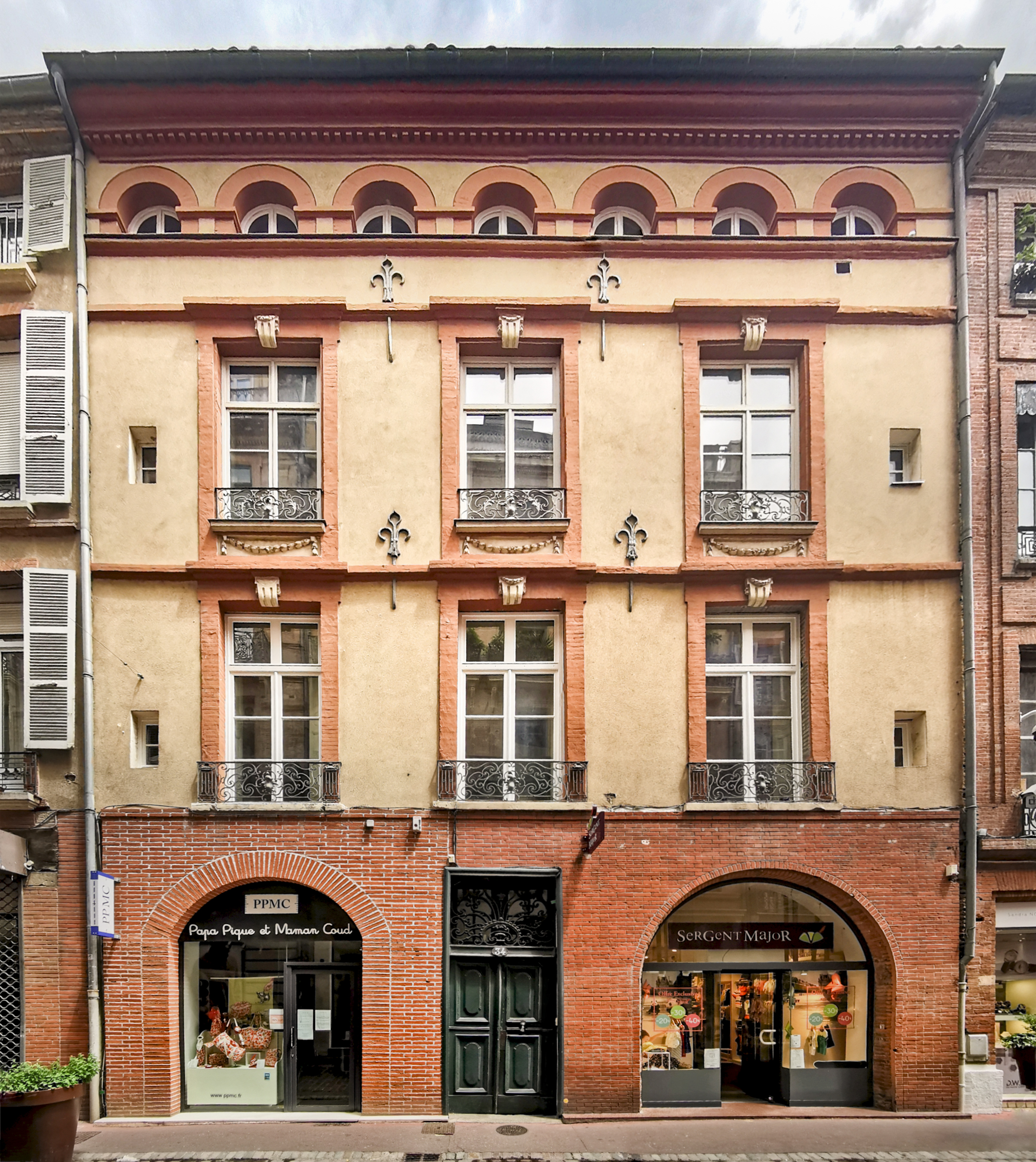
no 34 : façade de l'immeuble.

L'immeuble, construit au XVIIIe siècle, présente une façade classique, symétrique, large de quatre travées et haute de trois étages décroissants. Le rez-de-chaussée est ouvert par trois grandes arcades de boutique en plein cintre. Les étages sont séparés par des cordons de briques. Celles du 1er étage ont des garde-corps en fer forgé[54].

- no  18 : immeuble. 
L'immeuble est construit en corondage à une date mal déterminée, entre le XVe siècle et le XVIIe siècle. L'étroite façade, large d'une seule travée, a été couverte d'un plaquage de brique au XXe siècle[55].

- no  20 : immeuble. 
L'immeuble est construit en corondage, entre le XVe siècle et le XVIIe siècle. La façade sur la rue, large d'une travée, s'élève sur trois étages. Elle est construite en pan de bois à grilles hourdé de briques. Les fenêtres possèdent des appuis moulurés en bois[56].

- no  21 : immeuble. 
L'immeuble, de style classique, est construit au XVIIIe siècle, entre la rue de la Pomme et la rue du Fourbastard. La façade sur la rue de la Pomme s'élève sur trois étages décroissants, séparés par des cordons moulurés. Au 1er et au 2e étage, les fenêtres sont séparées par des tables et mises en valeur par des chambranles moulurés et des clefs en pierre ornées de guirlandes. Celles du 1er étage ont aussi des garde-corps en fer forgé. Au 3e étage, elles ont un balconnet et un lambrequin en fonte. L'élévation est couronnée par une balustrade[57].

- no  23 : immeuble. 

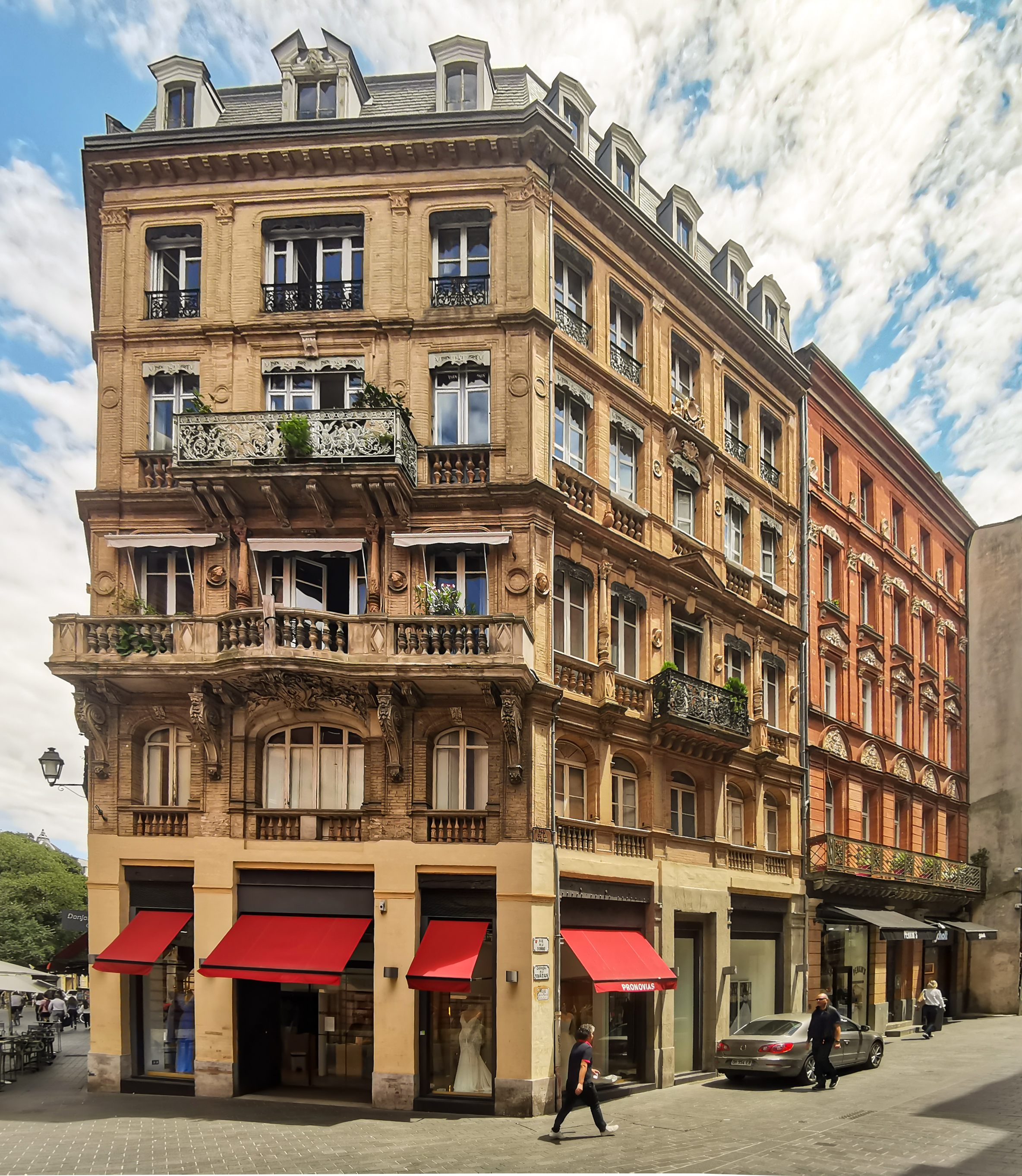
no 72 : façade de l'immeuble.

L'immeuble est construit au XVIIIe siècle, peut-être pour Jean-François Cassaignière, procureur au Parlement. Il présente une façade classique. Au rez-de-chaussée, la porte est mise en valeur par un chambranle mouluré et elle est surmontée d'une imposte en fer forgé. Les étages sont séparés par des cordons de briques et percés de fenêtres, dotées de garde-corps en fer forgé[58].

- no  34 : immeuble. 
L'immeuble, construit au XVIIe siècle, présente une façade classique. Au rez-de-chaussée, la porte est surmontée d'une grande imposte en fer forgé. Les étages sont séparés par des cordons de briques et percés de fenêtres, qui ont été dotées de garde-corps en fer forgé au XVIIIe siècle. De plus, les assises des fenêtres du 2e étage sont décorées de guirlandes. Le dernier étage est ouvert par des mirandes[59].

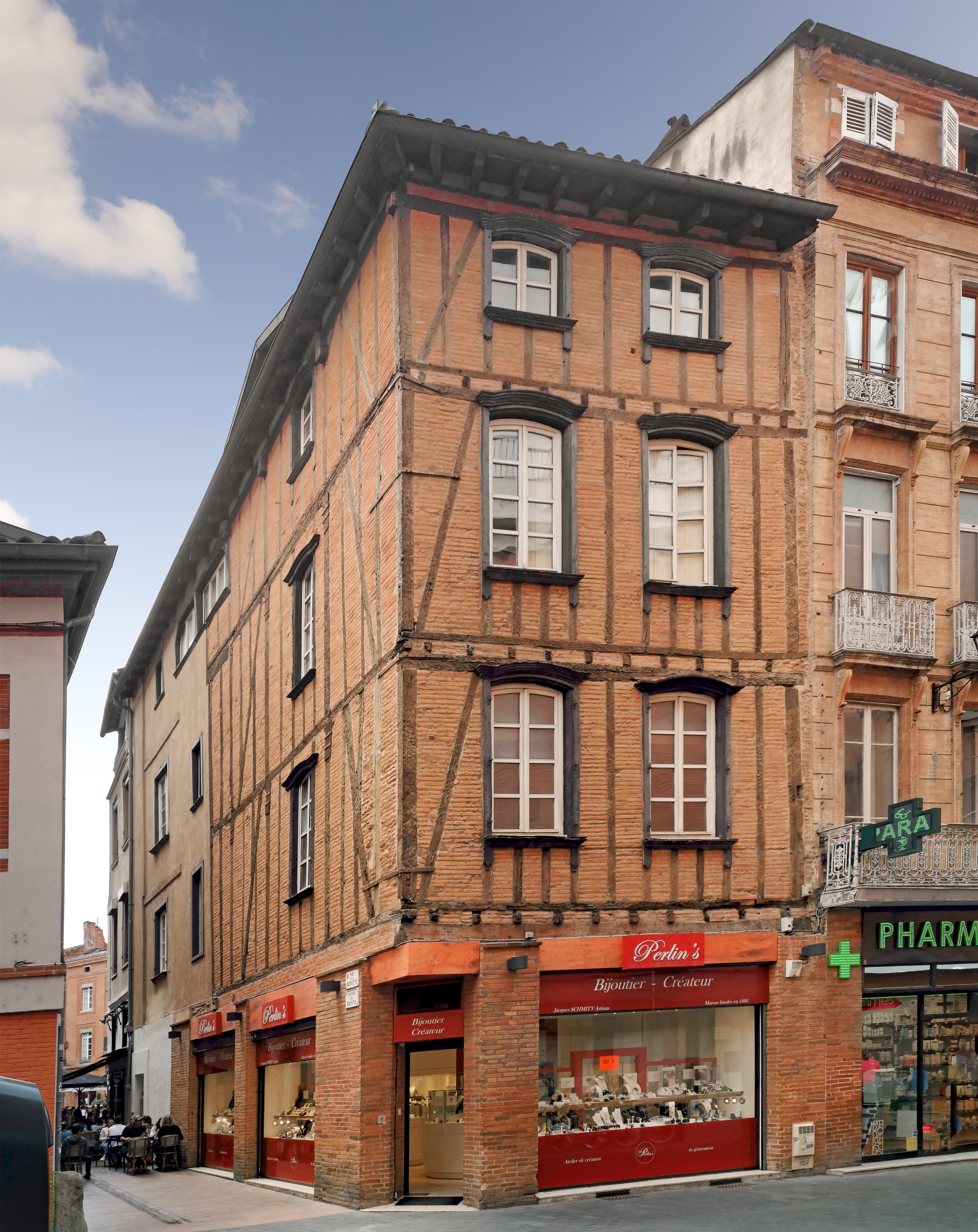
no 49 : maison en corondage au carrefour de la rue de la Barutte.

- no  49 : maison. 
La maison, construite en corondage au XVe ou au XVIe siècle, se situe à l'angle de la rue de la Barutte, où se trouve d'ailleurs sa façade principale. La façade sur la rue de la Pomme, large de deux travées, est construite en pan de bois à grilles et à décharges, hourdé de briques[60].

- no  53 : immeuble. 
L'immeuble, de style classique, est construit au milieu du XVIIIe siècle. Il s'élève sur deux étages carrés et un étage de mirandes. Aux deux premiers étages, les fenêtres sont surmontées d'une corniche et ont des garde-corps en fer forgé[61].

- no  57 : immeuble (XVIIe siècle)[62].

- no  59 : immeuble (XVIIe siècle)[63].

- no  54-62 : grand magasin Monoprix. 
L'enseigne Monoprix, créée à Rouen en 1932 par Max Heilbronn, ouvre en 1934 un grand magasin à Toulouse dans la rue de la Pomme (emplacements des actuels no 54 et 56). Progressivement, le magasin est agrandi par l'acquisition des bâtiments voisins rue d'Alsace-Lorraine (emplacements des actuels no 37 et 39) et rue de la Pomme (emplacements des actuels no 52 et 58 à 62). 
La construction d'un nouveau magasin est confiée en 1963 aux architectes Noël Le Maresquier et Paul de Noyers. Le bâtiment, de style moderne, s'élève au carrefour de la rue de la Pomme et de la rue d'Alsace-Lorraine qui forme un angle aigu. Les façades, presque aveugles, sont couvertes d'un parement de brique rouge. Le 2e étage est ouvert par quatre petites fenêtres carrées. Le 3e étage est éclairé par un bandeau continu de fenêtres, souligné par un encadrement saillant. Les 5e et 6e étages, enduits, sont en retrait par rapport à l'aplomb de la façade[64].

- no  66 : immeuble Sarlatène.  Inscrit MH (2006, façades et toitures sur rue et sur les deux cours de l'immeuble, parties communes et dépendances) et  Patrimoine XXe siècle[65]. 
L'immeuble, de style Art déco, est élevé entre 1933 et 1935 sur les plans de l'architecte Bernard Darroquy, pour le compte du notaire Me Duga. Il offre à l'architecte une réputation qui lui permet d'obtenir une série de commandes, notamment celle de la villa Daure, dans le lotissement de la Roseraie (actuel no 2 route d'Agde). 
Les corps de bâtiment s'organisent autour de deux cours intérieures. L'ossature du bâtiment est en béton, mais la façade sur la rue utilise la brique en parement, avec un jeu dans l'appareillage au niveau des ressauts et de l'allège des fenêtres. Le rez-de-chaussée, où la porte d'entrée a conservé sa ferronnerie à motifs géométriques, et l'entresol sont séparés des étages par une corniche en béton. Aux étages, les deux travées sont dissymétriques. La travée de droite est mise en valeur par un grand bow-window à redent. Elle est couronnée par un fronton à ressauts[66],[67].

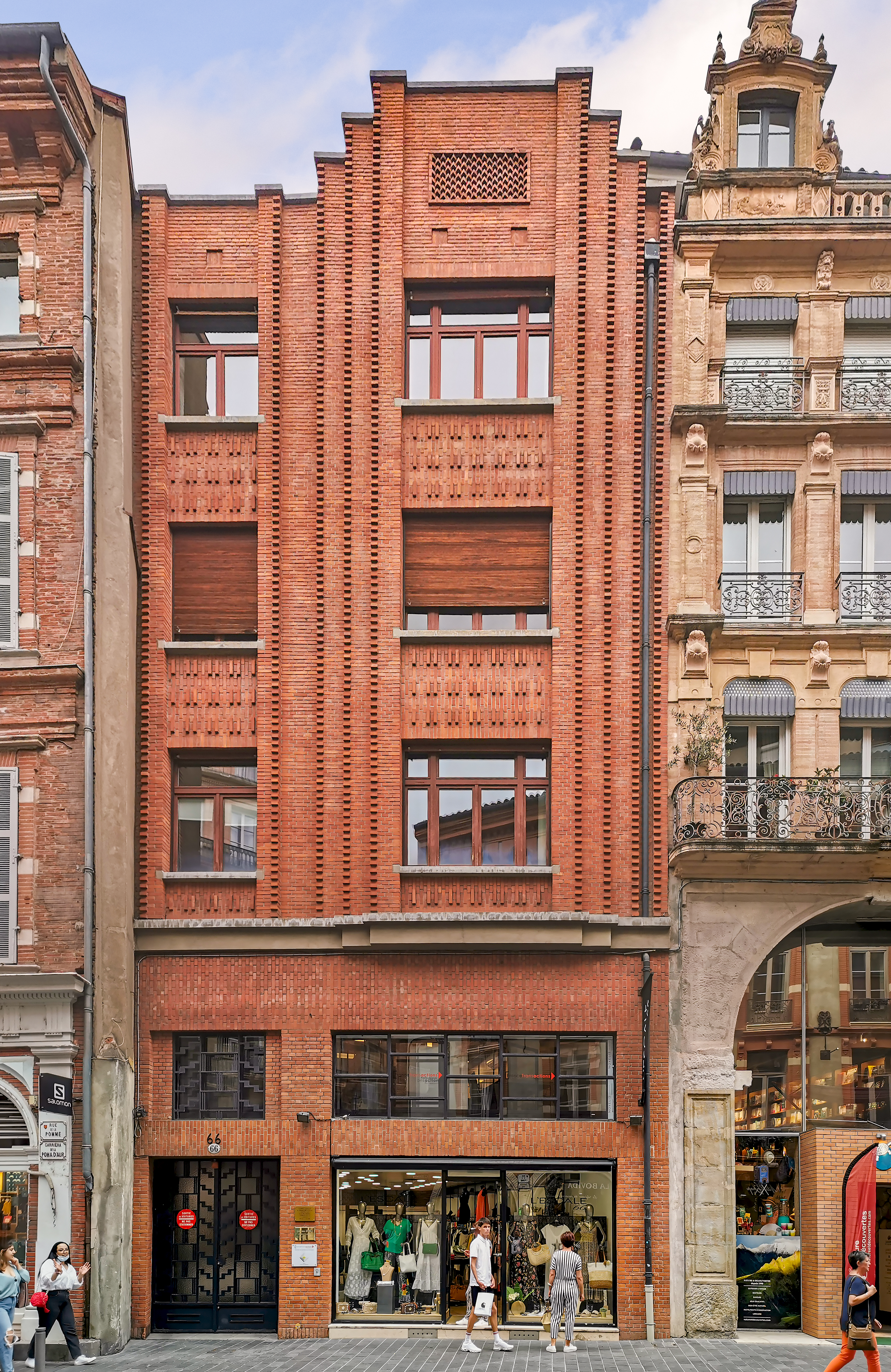
La façade sur la rue de la Pomme.
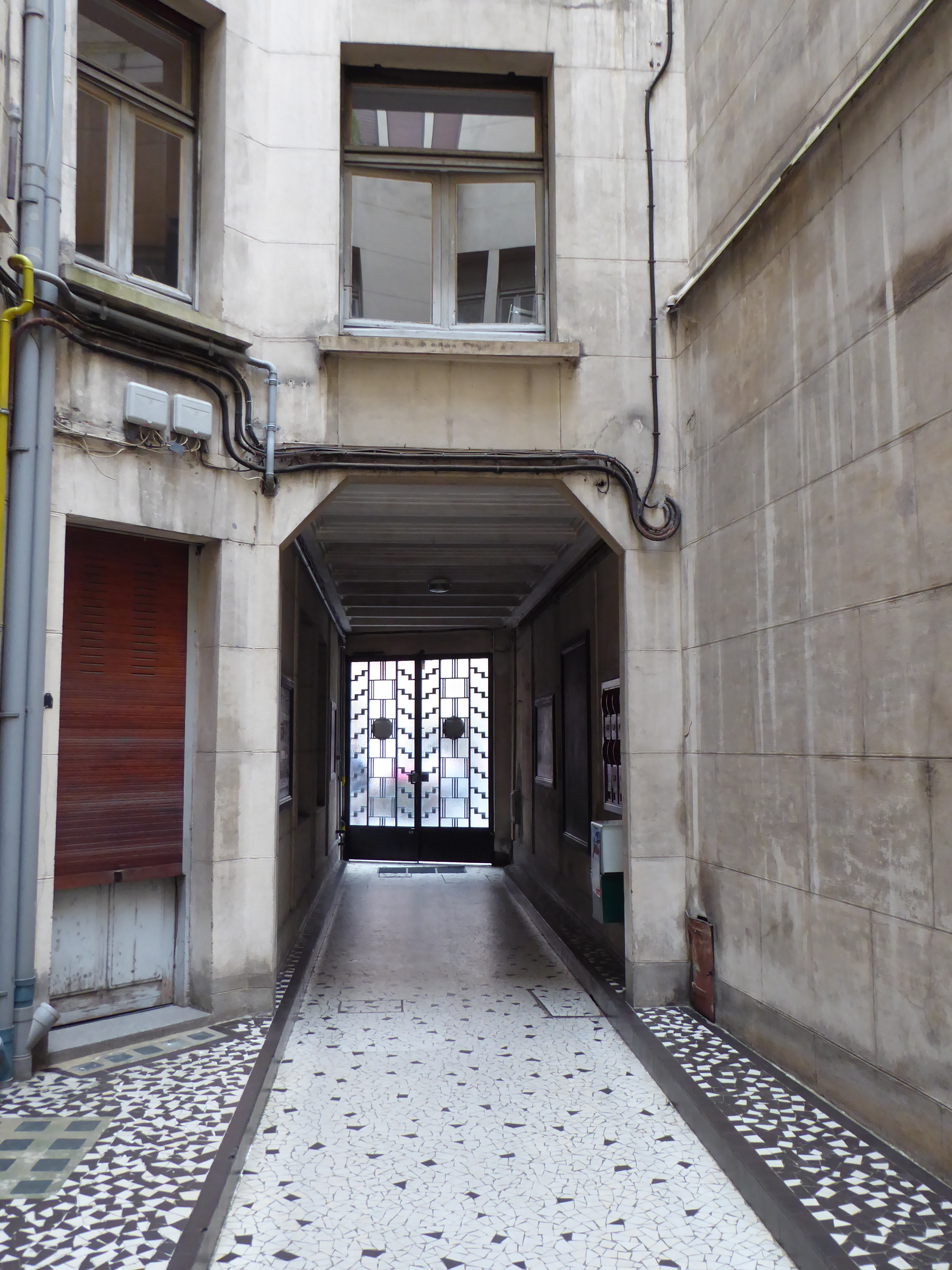
Le passage de la cour intérieure.
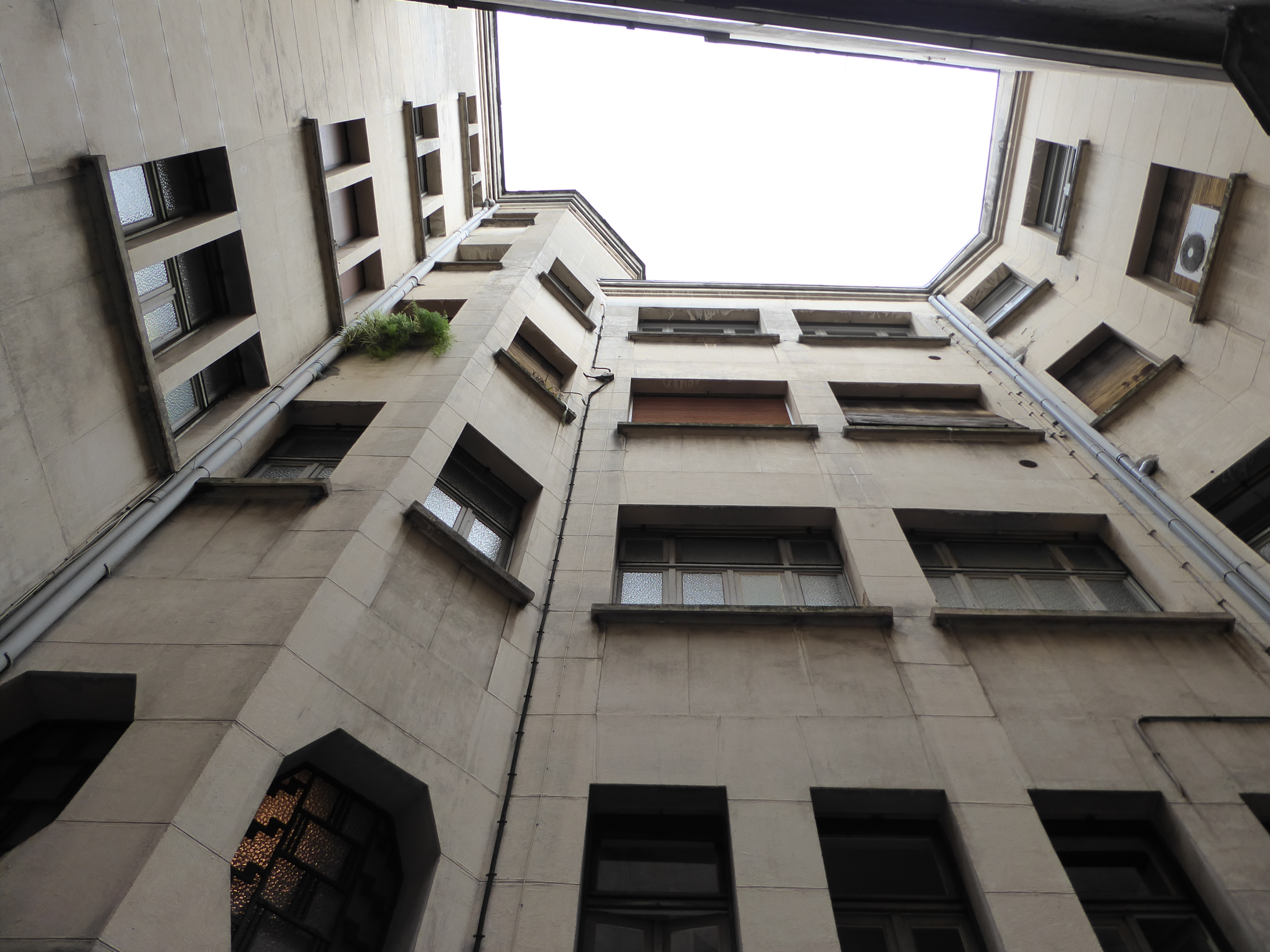
Les élévations de la cour intérieure.
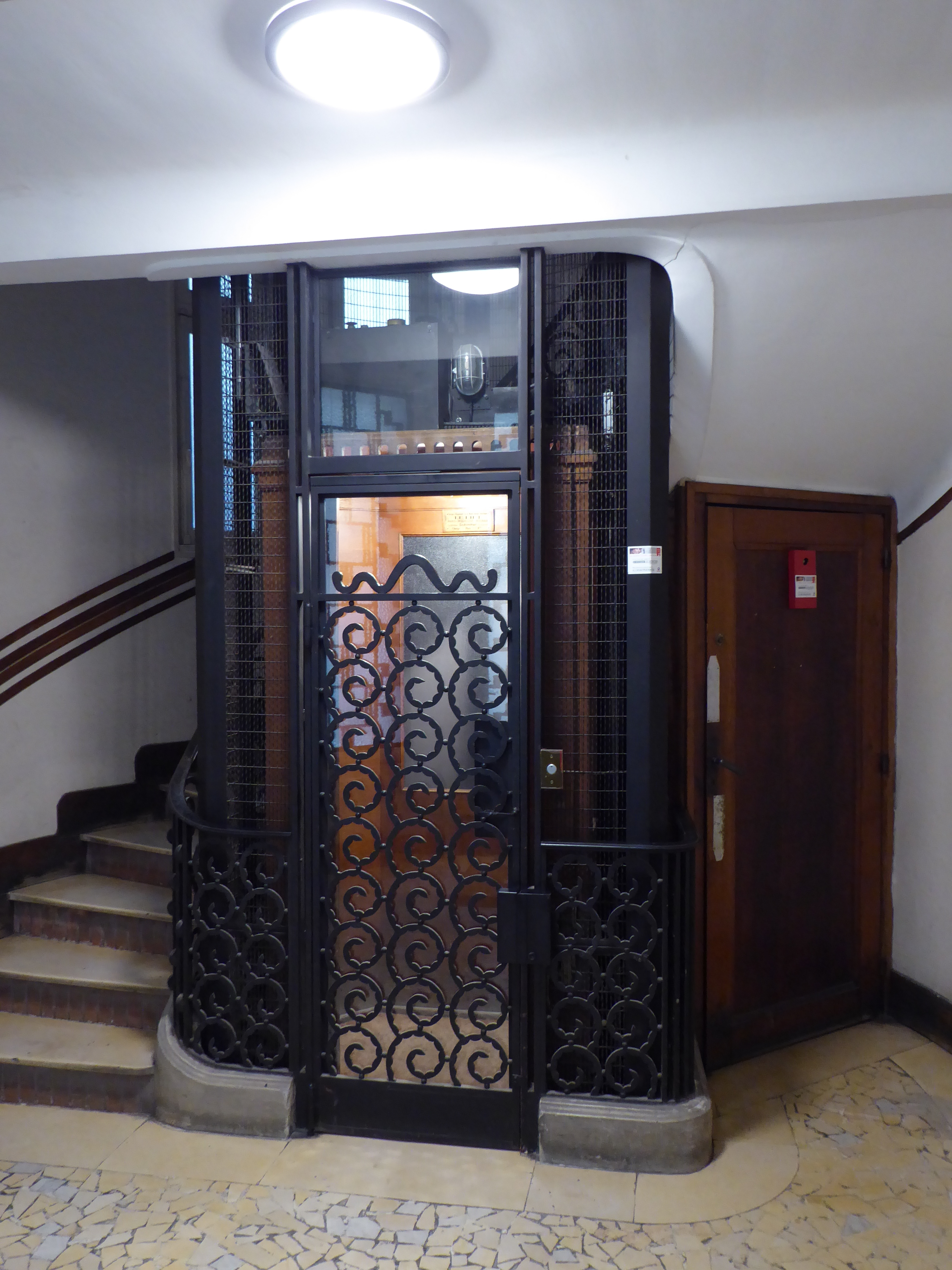
L'ascenseur et sa grille Art Déco.

- no  70 : immeuble. 

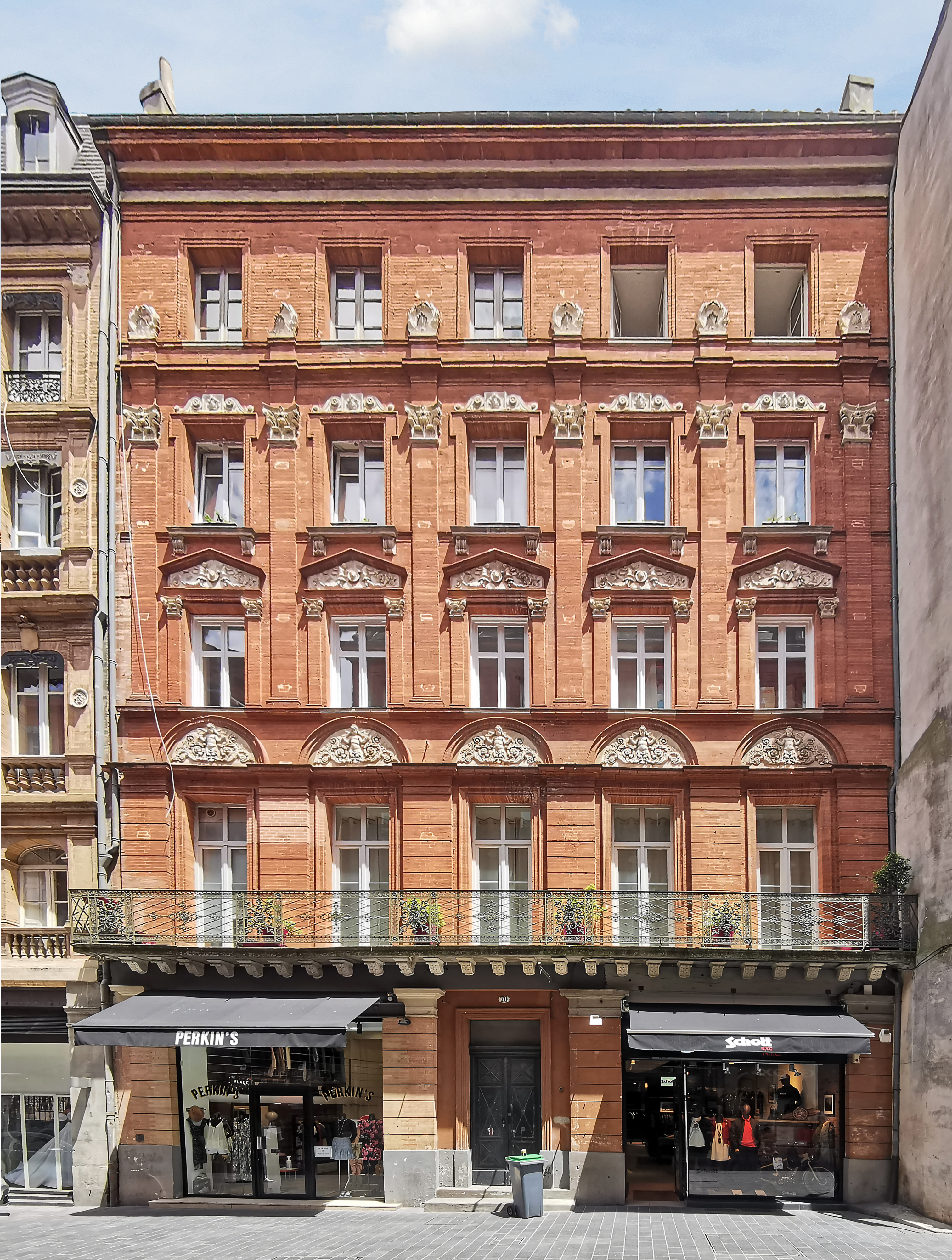
no 70 : façade de l'immeuble.

L'immeuble est caractéristique des constructions néo-classiques toulousaines dans le deuxième quart du XIXe siècle, particulièrement pour son décor en terre cuite de la fabrique d'Auguste Virebent. Les corps de bâtiment s'organisent autour d'une cour intérieure. La façade sur la rue, longue de cinq travées, est symétrique. Au rez-de-chaussée, la porte est encadrée par deux ouvertures de boutique, encadrées de pilastres en brique claire à chapiteaux doriques. Le 1er étage est mis en valeur par un balcon continu en fer forgé à motifs de grecques et d'ornements végétaux et géométriques. Les fenêtres sont séparées de larges pilastres à chapiteaux doriques et surmontées d'un tympan orné d'un décor en terre cuite, composé de rinceaux et de bustes féminins ailés en terre cuite (moulage de l'hôtel du Vieux-Raisin). Le 2e et le 3e étage sont réunis par des pilastres colossaux à chapiteaux corinthiens. Les fenêtres du 2e étage sont encadrées de pilastres à chapiteaux corinthiens, qui supportent un fronton décoré de personnages féminins encadrant une tête de lion. Au 3e étage, elles ont des appuis en pierre soutenues par de petites consoles en terre cuite et sont surmontées de cadres ornés d'une tête et soutenus par des volutes. Au 4e étage, des palmettes prises dans des couronnes de laurier servent d'amortissement aux pilastres colossaux[68].

- no  72 : immeuble. 
L'immeuble est construit au milieu du XIXe siècle, au carrefour de la rue du Poids-de-l'Huile. L'architecture néo-Renaissance utilise des décors en terre cuite de la fabrique d'Auguste Virebent, inspirés de modèles de l'hôtel de Bernuy, de l'hôtel du Vieux-Raisin et de la cathédrale de Saint-Bertrand-de-Comminges. Le rez-de-chaussée a cependant été modifié au début du XXe siècle. 
L'édifice présente trois élévations de brique claire se développant sur un rez-de-chaussée, un entresol, trois étages et un étage de comble. L'élévation principale, à l'angle, comprend trois travées. Un balcon en pierre court le long du 1er étage. Dessous, une grande agrafe en terre cuite, ornée d'une Vénus (moulage de l'hôtel du Vieux-Raisin), donne naissance à des cornes d'abondance entourées de feuilles de chêne. Un balcon en fonte orne la fenêtre centrale du 2e étage. Les ornements en terre cuite animent la façade : pilastres, colonnes candélabres (moulages de celles de l'hôtel de Bernuy), consoles, médaillons ornés de bustes de personnage (moulages du chœur de la cathédrale de Saint-Bertrand-de-Comminges). Ce décor se retrouve, plus sobrement, sur l'élévation latérale, rue de la Pomme. L'élévation se termine par un étage de combles, ouvert par des lucarnes dans un toit brisé en ardoise[69].

## Personnalités
- Joseph Baylac (1867-1935) : c'est dans l'immeuble du no 70 que vécut et mourut le docteur Joseph Baylac, professeur de médecine, qui participa à l'ouverture de l'hôpital suburbain de Purpan et au préventorium Guilhem de Venerque[70].

- Marie-Louise Dissard (1881-1957) : elle avait sa boutique, À la poupée moderne, au rez-de-chaussée d'un immeuble à l'angle de la rue d'Alsace-Lorraine (actuel no 40). Engagée dans la Résistance toulousaine, active dans le groupe formé par Pierre Bertaux en 1940, puis du réseau de Pat O'Leary après 1942, elle dirigea par la suite son propre réseau sous le pseudonyme de « Françoise »[71].

- Marc Lafargue (1876-1927) : la maison natale de Marc Lafargue, poète, peintre et critique d'art, se trouvait dans la rue (ancien no 62)[72].
- Ariane Scriabine Fiksman (1906-1944).

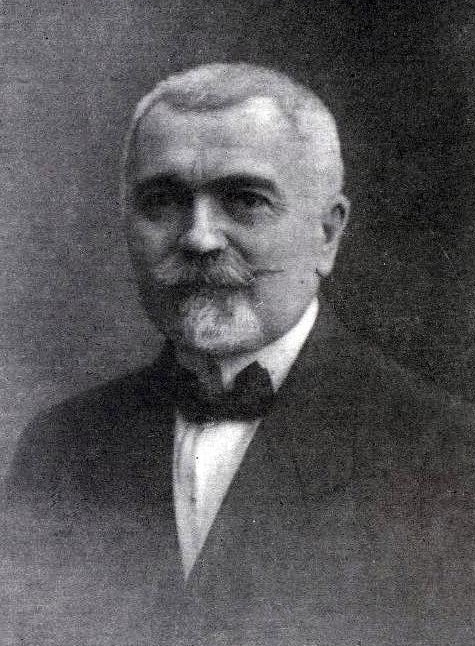
Portrait de Joseph Baylac (Bulletin municipal, novembre 1935).
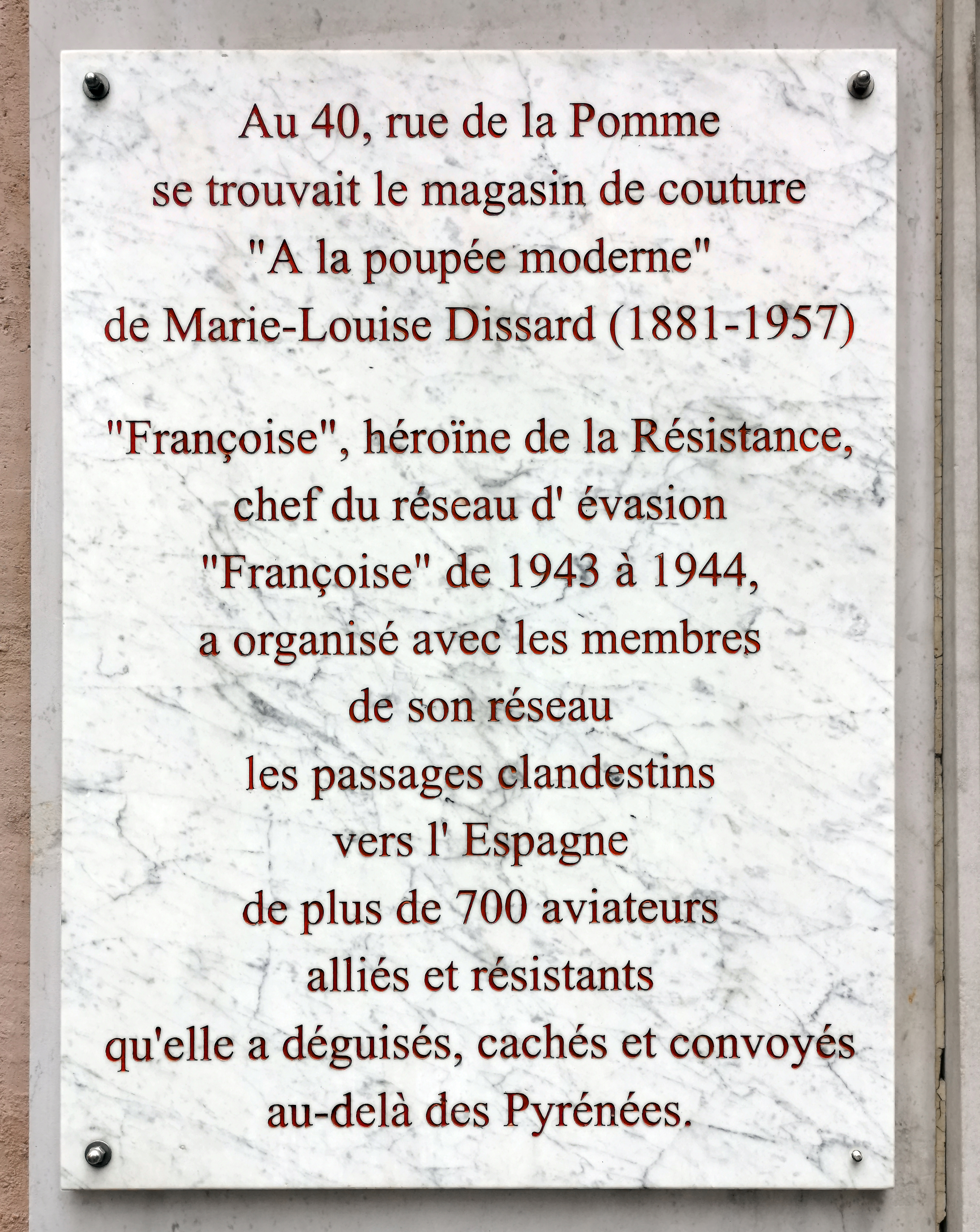
Plaque commémorative à Marie-Louise Dissard.